# دیوید باس
دیوید مایکل باس (به انگلیسی: David Buss) (متولد ۱۴ آوریل ۱۹۵۳) استاد روان‌شناسی از دانشگاه تگزاس در آستین است که برای پژوهش‌هایش در روان‌شناسی فرگشتی به ویژه در باب تفاوت‌های جنسیتی در انسان در انتخاب همسر شناخته می‌شود. او را یکی از بنیانگذاران روان‌شناسی فرگشتی می‌دانند.

## زندگی‌نامه
باس دکترای خود را در رشته روان‌شناسی در دانشگاه کالیفرنیا، برکلی در سال ۱۹۸۱ به دست آورد. قبل از اینکه استاد دانشگاه تگزاس شود، به مدت چهار سال در دانشگاه هاروارد استادیار و به مدت یازده سال در دانشگاه میشیگان استاد بود.
موضوعات اصلی تحقیق او شامل راهبردهای جفت‌گیری انسان در مرد، تعارض بین جنسیت‌ها، موقعیت اجتماعی، پایگاه اجتماعی، اعتبار، احساس مالکیت (حسادت)، آدم‌کشی، دفاع ضد قتل، و اخیراً آزار تعقیب است. همه اینها از منظر فرگشتی بررسی می‌شوند. باس نویسنده بیش از ۲۰۰ مقاله علمی است و جوایز بسیاری از جمله جایزه علمی ممتاز انجمن روان‌شناسی آمریکا برای مشارکت اولیه در زمینه روان‌شناسی در سال ۱۹۸۸ و دوره سخنرانی APA G. Stanley Hall در سال ۱۹۹۰ برنده شده‌است.
باس نویسنده تعدادی انتشارات و کتاب است، از جمله تکامل آرزو، شور خطرناک و قاتل همسایه که نظریه جدیدی از قتل را از دیدگاه فرگشتی معرفی می‌کند. او همچنین نویسنده کتاب روان‌شناسی فرگشتی: علم جدید ذهن است که نسخه چهارم آن در سال ۲۰۱۱ منتشر شد. در سال ۲۰۰۵، باس یک جلد مرجع به نام کتاب راهنمای روان‌شناسی فرگشتی را ویرایش کرد. آخرین کتاب او وقتی مردان بد رفتار می‌کنند: ریشه‌های پنهان فریب جنسی، آزار و اذیت و حمله است.
باس با همکاری‌های پژوهشی و سخنرانی‌های بین‌فرهنگی گسترده در ایالات متحده مشغول است.

## تحقیق

### تفاوت‌های جنسی
باس معتقد است که مردان و زنان در طول تاریخ بشر با چالش‌های سازگاری متفاوتی روبرو بوده‌اند که تفاوت‌های رفتاری را در مردان و زنان امروزی شکل می‌دهد. زنان با چالش‌های بقا در دوران بارداری و شیردهی و سپس تربیت فرزندان روبرو بوده‌اند. در مقابل، مردان با چالش‌های عدم قطعیت پدری، همراه با خطر مربوط به تخصیص نادرست منابع والدین، و به حداکثر رساندن فرزندانی که ژن‌های خود را به آنها منتقل می‌کنند، مواجه شده‌اند. از آنجایی که تلقیح می‌تواند با هر انتخاب جفت‌گیری ماده انجام شود، مردان نمی‌توانند مطمئن باشند که فرزندی که در پرورش او سرمایه‌گذاری می‌کنند از نظر ژنتیکی فرزندان خود آنهاست.
برای حل معضل سازگاری زن، زنان همسرانی را انتخاب می‌کنند که وفادار باشند و مایل و قادر به سرمایه‌گذاری روی او و فرزندانش با تأمین منابع و محافظت باشند. از نظر تاریخی، زنانی که قدرت انتخاب کمتری برای یافتن چنین مردانی داشتند، از موفقیت باروری و بقای کمتر، رنج می‌بردند. مردان چالش سازگاری عدم قطعیت پدری و تخصیص نادرست منابع را با انتخاب همسران وفادار جنسی حل می‌کنند. برای به حداکثر رساندن فرزندان خود، مردان یک استراتژی جفت‌گیری کوتاه مدت برای جذب و بارور کردن بسیاری از جفت‌های بارور به جای یک جفت طولانی مدت اتخاذ کرده‌اند.
دیوید باس این استدلال فرگشتی را با تحقیقات متمرکز بر تفاوت‌های جنسی در راهبردهای جفت‌گیری انسان پشتیبانی کرد. در یک مطالعه بین فرهنگی بزرگ که شامل ۱۰۰۴۷ فرد در ۳۷ فرهنگ بود، باس ابتدا به دنبال تعیین ویژگی‌های متفاوتی بود که هر جنس در یک جفت به دنبال آن است. از این یافته‌ها، باس توانست دلایل فرگشتی این تفاوت‌های ترجیحی را فرضیه کند. باس دریافت که مردان اهمیت بسیار زیادی برای جوانی قائل هستند؛ زیرا ظاهر جوان نشان دهنده باروری استو مردان به دنبال به حداکثر رساندن تعداد جفت‌های خود هستند که قادر به انتقال ژن‌های خود هستند، مردان ارزش بالایی برای نشانه‌های باروری قائل هستند. باس همچنین دریافت که زنان به همسران مسن تر تمایل دارند. او بعداً این فرضیه را مطرح کرد که این به این دلیل است که مردان مسن‌تر شانس بیشتری برای موقعیت اجتماعی بالاتر دارند. این موقعیت اجتماعی می‌تواند به تهیه منابع بیشتری برای زن و فرزندان او منجر شود و بنابراین می‌تواند احتمال موفقیت و تولید مثل زن را افزایش دهد.
یکی دیگر از زمینه‌هایی که به نظر می‌رسد دو جنس در آن تفاوت زیادی دارند، واکنش آنها به خیانت جنسی و عاطفی است. باس دریافت که زنان بیشتر به خیانت عاطفی حسادت می‌کنند در حالی که مردان بیشتر به خیانت جنسی. این به عنوان هنجار جهانی توسط مطالعه بین فرهنگی باس حمایت شده‌است. باس این فرضیه را مطرح کرد که زنان خیانت عاطفی را بیشتر تهدید می‌بینند، زیرا می‌تواند منجر به از دست دادن منابعی که از آن همسر به دست آورده بود را از دست بدهد و مجبور شود فرزندان خود را بزرگ کند. او سپس این فرضیه را مطرح کرد که مردان خیانت جنسی را تهدیدکننده‌تر می‌دانند، زیرا ممکن است هزینه‌هایی را برای فرزندی که ممکن است متعلق به خودشان نباشد، خرج کنند.

### ترجیحات همسر
باس مطالعات متعددی را انجام داده‌است که ترجیحات همسر افراد را بر اساس عواملی مانند جنسیت، زمان، والدین در مقابل فرزندان و نوع رابطه مقایسه کرده‌است. او همچنین یک مطالعه بزرگ در مورد ترجیحات جهانی همسر انجام داده‌است. او و چانگ، شاکلفورد و وانگ نمونه‌ای از چین را بررسی کردند و متوجه شدند که مردان بیشتر از زنان به صفات مربوط به باروری مانند جوانی و جذابیت جسمانی تمایل دارند.مردان همچنین ویژگی‌هایی را می‌خواستند که به عنوان کلیشه‌های زنانه دیده شود، از جمله مهارت به عنوان یک خانه‌دار. مطالعه مشابهی که توسط پریلوکس، فلیشمن و باس در ایالات متحده انجام شدهمان را با افزودن میل به صفات سالم، راحت و خلاق/هنرمند نشان داد. با این حال، زنان از ویژگی‌های مرتبط با منابع، مانند ظرفیت درآمد خوب، موقعیت اجتماعی، تحصیلات و هوش، و جاه‌طلبی و سخت‌کوشی حمایت می‌کنند. همچنین زنان بیش از مردان از ویژگی‌های مهربانی و درک، اجتماعی بودن، قابل اعتماد بودن، ثبات عاطفی و شخصیت هیجان‌انگیز ترجیح می‌دهند. والدین پسر به‌طور مشابه جذابیت جسمانی را در اهمیت بالاتری نسبت به والدین دختر و والدین دختران ظرفیت درآمد خوب و تحصیلات در اهمیت بالاتری قرار دادند.به‌طور کلی، به نظر می‌رسد این تفاوت‌های جنسی در ترجیحات همسر منعکس کننده کلیشه‌های جنسیتی و همچنین نظریه‌های روان‌شناسی فرگشتی است که بیان می‌کند مردان باروری را برای انتقال ژن‌های خود ترجیح می‌دهند، در حالی که زنان منابعی را برای تأمین خانواده ترجیح می‌دهند.
حتی با وجود اینکه هر دو به دلیل نیاز به انتقال ژن‌هایشان انگیزه دارند، والدین اغلب ترجیحات متفاوتی در رابطه با فرزندانشان نسبت به فرزندانشان نسبت به همسر خود دارند.فرزندان از نظر ظاهری شخصیت جذاب و هیجان‌انگیز را بالاتر از والدین خود قرار می‌دهند، در حالی که والدین مذهبی، مهربانی و درک و ظرفیت درآمد خوب را از عوامل مهم‌تری می‌دانستند. والدین و دختران به ویژه از این نظر تفاوت داشتند که والدین همچنین خانه‌دار خوب، سالم و وراثت خوب را بالاتر از دختران خود قرار می‌دادند. نویسندگان بر این باورند که سلامتی برای والدین مهم‌تر است، زیرا نگرانی‌ها در مورد مشکلات سلامتی در مراحل بعدی زندگی افزایش می‌یابد. والدین همچنین به‌طور پیوسته دین را در اولویت بالاتری نسبت به فرزندان خود قرار می‌دادند، که منعکس کننده این ایده است که والدین خواستار خانواده‌هایی با ارزش‌های مشابه با آنها هستند. در این میان، فرزندان رتبه مذهبی بسیار پایینی داشتند که نشان دهنده فقدان دینداری در نسل‌های جوان است.
دکتر کیت سواین روان‌شناس بازنشسته، یک پروژه تحقیقاتی را برای یافتن پاسخ این سؤال انجام داد. در سال ۲۰۰۶، دکتر سواین یک نظرسنجی آنلاین از ۱۰۰۰ زوج همجنس‌گرای مرد انجام داد و از هر یک از اعضای این زوج خواست که مشخص کنند کدام یک از ویژگی‌های جفت‌گیری نر و ماده دکتر باس به عنوان ویژگی‌ای است که در فرایند انتخاب همسر/جفت خود به کار گرفته بودند.
نتایج دکتر سواین نشان داد که ویژگی‌های انتخاب همسر دکتر باس می‌تواند برای پیش‌بینی دقیق ماهیت وضعیت روابط فعلی زوج گزارش‌دهنده مورد استفاده قرار گیرد: در چهار گروه متضاد طبقه‌بندی شده‌اند، (آن دسته از زوج‌هایی که هر دو شریک رابطه خود را خوشحال یا ناخشنود تشخیص می‌دهند، جنگی یا صلح آمیز، هیجان انگیز یا خسته کننده، و محترمانه یا غیرمحترمانه). علاوه بر این، تحقیقات دکتر سواین به یک توانایی آماری معنادار برای پیش‌بینی مدت زمانی که یک رابطه خاص وجود داشته‌است اشاره کرد. همان‌طور که تحقیقات دکتر باس انتظار می‌رود، آن زوج‌های همجنس‌گرا که پنج سال یا بیشتر با هم بودند، زمانی که هر دو شریک روابط خود را شاد ارزیابی کردند، شباهت قابل‌توجهی به استفاده زوج‌های دگرجنس‌گرا از ویژگی‌های جفت‌گیری خاص جنسی داشتند. یک شریک، که توسط دکتر سواین به عنوان عضو آلفا شناسایی شد، صفات جفت‌گیری سنتی نر بیشتری را نشان داد، در حالی که شریک دیگر، که توسط دکتر سواین به عنوان شریک بتا شناسایی شد، ویژگی‌های جفت‌گیری قوی‌تری را به سبک ماده نشان داد. تحقیقات دکتر سواین پایه و اساس کتاب پرفروشی بود، دوتایی پویا: کلید آلفا/بتا برای باز کردن قفل موفقیت در روابط همجنس‌گرایان.

## آثار منتشر شده
- تکامل میل: استراتژی‌های جفت‌یابی انسان (۱۹۹۵)
- شور خطرناک: چرا حسادت جنسی به همان اندازهٔ عشق و سکس ضروری است (۲۰۰۰)
- کتاب درسی روان‌شناس فرگشتی (۲۰۰۵)
- قاتل همسایه: چرا ذهن برای کشتن طراحی می‌شود؟ (۲۰۰۶)
- چرا زنان سکس دارند: فهم انگیزش‌های جنسی از ماجراجویی تا انتقام (۲۰۰۹)
- سکس، قدرت، تعارض: رویکردهای فرگشتی و فمینیستی. (۱۹۹۶)
- روان‌شناسی فرگشتی (ویرایش چهارم ۲۰۱۲)